# Promno (osada leśna)
Promno – osada leśna w Polsce, położona w województwie wielkopolskim, w powiecie poznańskim, w gminie Pobiedziska, nad jeziorem Wójtostwo.
W latach 1975–1998 miejscowość administracyjnie należała do województwa poznańskiego.